# Culicoides daviesi
Culicoides daviesi är en tvåvingeart som beskrevs av Wirth och Blanton 1968. Culicoides daviesi ingår i släktet Culicoides och familjen svidknott.
Artens utbredningsområde är Guyana. Inga underarter finns listade i Catalogue of Life.